# Aleksandar Živković (futbolista croat)
|  | No s'ha de confondre amb Aleksandar Živković. |

Aleksandar Živković (25 de desembre de 1912 - 25 de febrer de 2000) fou un futbolista croat de la dècada de 1930.
Fou 15 cops internacional amb la selecció iugoslava i una amb Croàcia.
Pel que fa a clubs, defensà els colors de Concordia Zagreb i Građanski Zagreb, al seu país natal, i a l'estranger a Grasshopper Club Zürich, RCF Paris, CA Paris i FC Sochaux-Montbéliard.